# Ben Halloran
Ben Halloran, né le 14 juin 1992 à Cairns, est un footballeur international australien évoluant au poste de milieu latéral.

## Palmarès
Avec l'équipe d'Australie des moins de 20 ans
- Vainqueur de l'AFF Youth Championship en 2010[3]

## Statistiques
Le tableau ci-dessous récapitule les statistiques de Ben Halloran lors de sa carrière en club :
| Saison                | Club                  | Championnat           | Championnat | Championnat | Coupe(s) nationale(s) | Coupe(s) nationale(s) | Compétition(s) continentale(s) | Compétition(s) continentale(s) | Compétition(s) continentale(s) | Autres compétitions | Autres compétitions | Autres compétitions | Total | Total |
| Saison                | Club                  | Division              | M.          | B.          | M.                    | B.                    | Comp.                          | M.                             | B.                             | Comp.               | M.                  | B.                  | M.    | B.    |
| 2010-2011             | Gold Coast United     | 1                     | 5           | 0           | -                     | -                     | -                              | -                              | -                              | -                   | -                   | -                   | 5     | 0     |
| 2011-2012             | Gold Coast United     | 1                     | 21          | 4           | -                     | -                     | -                              | -                              | -                              | -                   | -                   | -                   | 21    | 4     |
| 2012-2013             | Brisbane Roar         | 1                     | 26          | 4           | -                     | -                     | AFC                            | 1                              | 0                              | Playoffs            | 2                   | 0                   | 29    | 4     |
| 2013-2014             | Fortuna Düsseldorf    | 2                     | 18          | 6           | -                     | -                     | -                              | -                              | -                              | -                   | -                   | -                   | 18    | 6     |
| 2014-2015             | Fortuna Düsseldorf    | 2                     | 19          | 3           | -                     | -                     | -                              | -                              | -                              | -                   | -                   | -                   | 19    | 3     |
| 2015-2016             | FC Heidenheim         | 2                     | 22          | 2           | 4                     | 1                     | -                              | -                              | -                              | -                   | -                   | -                   | 26    | 3     |
| 2016-2017             | FC Heidenheim         | 2                     | 19          | 2           | 1                     | 0                     | -                              | -                              | -                              | -                   | -                   | -                   | 20    | 2     |
| Total sur la carrière | Total sur la carrière | Total sur la carrière | 130         | 21          | 5                     | 1                     | -                              | 1                              | 0                              | -                   | 2                   | 0                   | 138   | 22    |